# Life for Rent
Pour le titre, voir Life for Rent (chanson).
Albums de Dido
No Angel
(1999) Safe Trip Home
(2008)
Singles
1. White Flag
2. Life for Rent
3. Don't Leave Home
4. Sand in My Shoes

Life for Rent est le deuxième album studio de l'auteure-compositeure-interprète britannique Dido, publié par Arista Records le 29 septembre 2003. 
L'album a été produit par son frère Rollo Armstrong et le compositeur américain Rick Nowels. Le travail sur l'album a commencé au milieu de l'année 2002. Il a été certifié 7 fois disque de platine par la British Phonographic Industry et vendu à plus de 12 millions d'exemplaires dans le monde, ce qui en fait le quatrième album le plus vendu au monde en 2003. L'album est devenu le septième album le plus vendu des années 2000 au Royaume-Uni. Dido est la seule chanteuse à avoir deux albums consécutifs dans la liste des 10 meilleurs.

## Composition
La première chanson et aussi premier single de l'album Life for Rent, White Flag, commence par un seul accord de synthé qui rappelle Nothing Compares 2 U de Sinéad O'Connor. Dans la chanson, la protagoniste ne veut pas abandonner, même si elle sait que c'est fini. La pièce dispose d'un son "multi-couches", avec une délicate fin au piano et des cordes. White Flag signale la reddition. En déclarant qu'il n'y aura «aucun drapeau blanc», elle indique qu'elle n'abandonnera pas la relation. La deuxième piste Stoned a une ambiance de danse, rappelant David Bowie sur son album Outside (1995). La chanson titre, Life for Rent, a une gravité émotionnelle et une mélodie gracieuse. La chanson s'ouvre avec une guitare acoustique, donnant à la mélodie un rythme hip-hop. Rien de ce que je possède n'est vraiment à moi répète-t-elle à la fin. Mary's in India est une chanson de réflexion sur une amie qui déménage à l'étranger, comme son titre l'indique et le vide que son départ crée dans ceux qu'elle laisse derrière elle. La cinquième chanson See You When You You 40 est une ballade sombre et mélodique avec une touche d'air symphonique, avec un beat trip hop. «Et j'ai vu, ce soir, ce dont j'avais été prévenu/je vais partir, ce soir, avant de changer d'avis», chante-t-elle.
La sixième chanson Don't Leave Home sonne comme si elle se relevait à nouveau bien qu'elle parle de fermer les stores et de fermer la porte. Mais elle a révélé qu'il s'agit de la toxicomanie. Puisque le "narrateur" de la chanson est la drogue. Comme un amant de contrôle, le médicament prend la vie de l'utilisateur jusqu'à ce qu'il ne veuille même plus quitter la maison. Who Makes You Feel? est une chanson trip-pop, soulful et tendre. Sand in My Shoes parle de ne pas avoir le temps, alors que le pont a un peu de dance house. Do You Have A Little Time? dispose de cordes luxuriantes et de rythmes hip-hop. This Land Is Mine est une pièce réfléchie qui, selon PopMatters, "pourrait être interprétée par Travis ou Coldplay avec de grands sourires sur leurs visages". Simple et clairsemée, «la chanson ressemble un peu à du Olivia Newton-John au début des années soixante-dix». Selon eux, See the Sun est comme un "mini-hymne qui a tous les bons objets à leur place."

## Singles
White Flag, a été publié en tant que premier single de l'album. La chanson a été bien reçue par les critiques qui ont passé en revue l'album. Il est devenu un hit mondial majeur, atteignant le numéro un en Australie et en Europe. Elle a culminé à la deuxième place au Royaume-Uni, où elle a été classée au premier rang par l'émission «Where Is the Love?» des Black Eyed Peas, et elle est devenue sa meilleure cliente à ce jour. Dans les charts britanniques, la chanson a atteint un sommet au numéro 12. Elle a culminé au numéro 18 sur le Billboard Hot 100 et est devenu son deuxième Top 20 sur le tableau. La chanson a atteint le numéro deux sur les pistes américaines adultes Hotboard Billboard, et est resté sur le tableau pendant 66 semaines. La chanson fait référence à une relation passée avec Bob Page. Dans une interview avec le journal britannique The Sun, Dido a déclaré que « la chanson est une excuse à Page pour lui avoir brisé le cœur. C'était une grande décision de ne pas se marier... » La vidéo a présenté l'acteur de télévision David Boreanaz. La chanson classée sur la liste de Blender « Les 500 plus grandes chansons depuis que vous êtes né » au numéro 317. Life for Rent est sorti en tant que deuxième single de l'album. Il a atteint son apogée dans le top dix du UK Singles Chart et du Irish Singles Chart. La vidéo qui met en vedette Dido chantant dans plusieurs pièces et a été réalisé par Sophie Muller.
Don't Leave Home a été publiée comme le troisième single et est une chanson écrite par Dido et son frère, Rollo Armstrong. Le thème principal de la chanson est l'usage de la drogue, alors que celles-ci "parlent" au consommateur: Quand je suis ici depuis juste un jour/Je te manquerai déjà si je m'en vais/Alors fermes les stores et fermes la porte/Tu n'auras plus besoin d'autres amis que moi. La chanson a fait ses débuts et a culminé au numéro 25 au Royaume-Uni. La chanson Stoned a été remixée et distribuée en tant que face B du single, mais est rapidement devenue un hit de club et a culminé à la première place du Billboard Hot Dance/Club Songs. Sand in My Shoes est sorti en tant que quatrième et dernier single de l'album. Il est devenu un hit de club américain atteignant le numéro un sur le tableau Billboard Hot Dance Club. Il a fait ses débuts et a culminé au numéro 29 au Royaume-Uni. 

## Réception des critiques
Selon la critique du Metacritic, l'album a été généralement bien reçu, marquant 69 points sur 100 selon 12 avis. Jason MacNeil, de PopMatters, a donné une critique très positive, en terminant par: "ce disque semble l'emporter sur l'album précédent en termes de qualité et de profondeur". Alexis Petridis écrit: "Ce serait bien de dire que le deuxième album de Dido est assez fort pour révéler ses détracteurs comme des snobs, qui détestent l'idée que sa musique attire les gens "ordinaires "... Malheureusement, cela s'avère un peu plus compliqué ". 
Barry Walters, du magazine Rolling Stone, a déclaré « Life For Rent ... n'est pas révolutionnaire, mais il a son propre genre d'intégrité. » Life for Rent n'offre rien de radicalement différent du premier album de Dido, No Angel, ... elle est modeste et douce, mais ses chansons sont tellement mélodiques et atmosphériques qu'elles s'insèrent facilement dans le subconscient » ainsi a été la critique de Stephen Thomas Erlewine, de Allmusic. Andrew Lynch, de "entertainment.ie" a noté : "Life For Rent n'est pas un chef-d'œuvre, mais il a le même genre de charme doux, sans prétention, qui a fait de son précédent album un tel succès". Derryck Strachan, critique pour la BBC Music a écrit "... elle fait la part belle à la crédibilité et à la popularité ... Mais elle ne s'est pas trompée avec cet album. Sur le plan positif, cela signifie plus de chansons folk-pop bien conçues, mais elle n'a pas avancé ", a-t-il ajouté "Bien que Dido ait joué un rôle important dans le groupe de son frère aîné Rollo, ... Faithless, il serait trompeur de dire que le succès du groupe a apporté quelque chose à sa renommée". 

## Performance commerciale
Life for Rent est l'album le plus vendu par une artiste féminine, dépassant cinq millions de ventes en seulement deux semaines. Il s'est vendu 102 500 copies dès le premier jour et 400 351 la première semaine. Selon l'IFPI, c'était le quatrième album le plus vendu dans le monde en 2003. En outre, selon le BPI, Life for Rent a été l'album le plus vendu de 2003 au Royaume-Uni et le septième album le plus vendu entre 2000 et 2009 dans le pays. L'album a passé dix semaines en tête du classement des albums britanniques. Il est resté sur les charts pendant 54 semaines. En outre, passé 18 semaines non consécutives au numéro un sur le tableau européen des 100 meilleurs albums. Aux États-Unis, Life for Rent a fait ses débuts et a culminé à la quatrième place. En octobre 2003, l'album s'était vendu à plus d'un million et demi d'exemplaires. En Australie, l'album a fait ses débuts au numéro un sur le tableau des albums ARIA, étant certifié platine, 70 000 copies dans sa première semaine. C'était l'un des albums les plus vendus en 2003 et a été certifié six fois platine pour des ventes de plus de 420 000.  Avec ça, Dido a égalé l'énorme succès de son précédent effort, No Angel. Le "Life for Rent Tour" de Dido a été accompli autour du monde en 2004. L'album a été nommé pour le "Meilleur album britannique" aux 2004 BRIT Awards avec Gotta Get Thru This de Daniel Bedingfield, Think Tank de Blur et Magic and Medicine du Coral, mais ils ont tous été battus par Permission to Land de The Darkness. La chanson White Flag a reçu le prix Ivor Novello 2004 dans la catégorie "International Hit of the Year". La même année, l'album Life for Rent a remporté la première nomination aux Grammy de Dido, lors de la 46ème cérémonie des Grammy Awards, dans la catégorie "Meilleure performance vocale féminine" pour la chanson White Flag.

## Liste des chansons
1. White Flag - 4 min 1 s - Dido Armstrong, Rollo Armstrong, Rick Nowels
2. Stoned - 5 min 55 s - Dido Armstrong, Rollo Armstrong, Lester Mendez
3. Life for Rent - 3 min 41 s - Dido Armstrong, Rollo Armstrong
4. Mary's in India - 3 min 42 s - Dido Armstrong, Rollo Armstrong
5. See You When You're 40 - 5 min 20 s - Dido Armstrong, Rollo Armstrong, Aubrey Nunn
6. Don't Leave Home - 3 min 46 s - Dido Armstrong, Rollo Armstrong
7. Who Makes You Feel? - 4 min 21 s - Dido Armstrong, Rollo Armstrong, John Harrison
8. Sand in My Shoes - 5 min - Dido Armstrong, Rick Nowels
9. Do You Have a Little Time? - 3 min 55 s - Dido Armstrong, Mark Bates, Rick Nowels
10. This Land Is Mine - 3 min 46 s - Dido Armstrong, Rollo Armstrong
11. See the Sun - 5 min 4 s - Dido Armstrong
Closer (titre caché deux minutes après See The Sun) - 3 min 29 s - Dido Armstrong, Mark Bates, Rick Nowels

## Personnel
- Dido Armstrong : Chant
- Pauline Taylor – Chœurs
- Rusty Anderson – Guitare
- Dave Randall – Guitare
- Richard J. Parfitt – Guitare
- Adam Zimmon – Guitare acoustique
- Paul Herman – Guitare acoustique
- Rick Nowels – Guitare, Claviers
- Aubrey Nunn – Basse
- Sister Bliss – Claviers piano
- Mark Bates – Harmonium, claviers, percussions
- Carlos Paucar – Percussions
- Mako Sakamoto – Batterie
- Andy Treacy – Batterie

## Production
- Production : Dido Armstrong, Rollo Armstrong, Rick Nowels
- Programmation : Dido Armstrong, Sister Bliss, DJ Pnut, Steve Sidelynk

## Tournée
La sortie de l'album a été accompagnée d'une tournée mondiale en 2004, The Life For Rent Tour.